# Райони на централно подчинение в Таджикистан
Районите с републиканско подчинение (на таджикски: Ноҳияҳои тобеи ҷумҳурӣ), наричани още Каратегин е една от 5-те административно-териториални единици на Таджикистан. Площ 28 600 km² (2-ро място по големина в Таджикистан, 20,23% от нейната площ). Население на 1 януари 2019 г. 1 971 600 души (3-то място по население в Таджикистан, 22,54% от нейното население). Административен център град Душанбе, който административно е обособен в отделна административно единица.

## Историческа справка
Градовете Турсунзаде, Вахдат и Рогун са признати за такива по време на съветската власт, съответно 1952, 1965 и 1986 г., а град Хисар – през 2018 г.

## Географска характеристика
Районите с републиканско подчинение заемат западната и централната част на Таджикистан. На североизток граничат с Киргизстан, на запад – с Узбекистан, а на север – със Согдийска област, на юг – с Хатлонска област и на изток – с Горнобадахшанска автономна област. В тези си граници заемат площ от 28 600 km² (2-ро място по големина в Таджикистан, 20,23% от нейната площ, без територията на град Душанбе, която е 127 km²). Дължина от запад на изток 380 km, ширина от север на юг до 100 km.
Районите с републиканско подчинение са разположени в централната част на планинската система Хисаро-Алай и западната част на планината Памир. На север, по границата със Согдийска област и Киргизстан по паралела се простират хребетите Хисарски (4764 m), Зеравшански (5099 m) и Алайски (5544 m). Южно от първите два е разположена обширната и плодородна Хисарска долина, през която протичат горните течения на реките Кафирниган и Сурхандаря. От юг Хисарската долина се ограничава от северните склонове на хребета Бабатаг (1684 m), а от югоизток и изток – от Каратегинския хребет (4276 m). По цялото му югоизточно подножие е разположена дълбоката долина на река Вахш и дясната съставяща я река Сурхоб. Югоизточно от долината на река Вахш се простира северната част на Вахшкия хребет (3140 m). Източните и югоизточните части на Районите с републиканско подчинение са заети от северозападните части на планината Памир. Тук се издигат мощните планинки хребети Дарвазки (връх Гармо 6602 m) и Петър Първи (връх Москва 6785 m). В най-източната част, по границата с Горнобахшанската автономна област се извисява хребета Академия на Науките с първенеца на Памир връх Исмаил Самани (Комунизъм) 7495 m), 38°56′37″ с. ш. 72°00′57″ и. д. / 38.943611° с. ш. 72.015833° и. д..

## Население
На 1 януари 2019 г. населението на Районите с републиканско подчинение е наброявало 1 971 600 души. (22,54% от населението на Таджикистан, без населението на град Душанбе, което е 1 001 700 души). Гъстота 6894 души/km². Градско население 7,11%. Етнически състав: таджики 85,04%, узбеки 11,69%, киргизи 2,07% и др.

## Административно-териториално деление
В административно-териториално отношение Районите с републиканско подчинение се делят на 13 административни района, 4 града, всичките с областно подчинение и 13 селища от градски тип.
| Административна единица    | Площ (km²) | Население (2018 г.) | Административен център | Население (2018 г.) | Разстояние до Душанбе (в km) | Други градове и сгт с районно подчинение |
| -------------------------- | ---------- | ------------------- | ---------------------- | ------------------- | ---------------------------- | ---------------------------------------- |
| Град с областно подчинение |            |                     |                        |                     |                              |                                          |
| 1. Вахдат                  | ?          | 42 800              | гр. Вахдат             | 42 800              | 21                           |                                          |
| 2. Рогун                   | ?          | 15 000              | гр. Рогун              | 15 000              | 100                          |                                          |
| 3. Турсунзода              | ?          | 53 700              | гр. Турсунзода         | 53 700              | 57                           |                                          |
| 4. Хисор                   | 10         | 28 700              | гр. Хисор              | 28 700              | 23                           |                                          |
| Административен район      |            |                     |                        |                     |                              |                                          |
| 1. Варзобски               | 1700       | 74 800              | с. Варзоб              | ?                   | 25                           | Такоб                                    |
| 2. Вахдатски               | 3987       | 317 100             | гр. Вахдат             |                     | 21                           | Нумон Розик                              |
| 3. Лахшски                 | 4580       | 61 300              | сгт Вахдат             | 2600                | 284                          |                                          |
| 4. Нурободски              | 7127       | 74 200              | сгт Дарбанд            | ?                   | 135                          |                                          |
| 5. Ращки                   | 5346       | 103 057             | сгт Гарм               | 8300                | 185                          | Навобод                                  |
| 6. Рогунски                | ?          | 26 200              | гр. Рогун              |                     | 100                          | Оби-Гарм                                 |
| 7.Рудаки                   | 1812       | 472 219             | сгт Сомонийом          | 22 600              | 17                           | Мирзо Турсунзода, Навободски             |
| 8. Сангворски              | ?          | 21 600              | с. Тавилдара           | 4444                | 215                          |                                          |
| 9. Тоджикободски           | ?          | 42 000              | с. Тоджикобод          | ?                   | 261                          |                                          |
| 10. Турсунзадевски         | 1175       | 221 100             | гр. Турсунзаде         |                     | 57                           |                                          |
| 11. Файзободски            | 874        | 94 500              | сгт Файзобод           | 9400                | 50                           |                                          |
| 12. Хисорски               | 1982       | 280 600             | гр. Хисор              |                     | 23                           | Шарора                                   |
| 13. Шахринавски            | ?          | 111 500             | с. Шахринав            | 7900                | 45                           | Октябърски                               |